# Ossoanione

Struttura del solfato

Gli ossoanioni sono anioni poliatomici che contengono atomi di ossigeno legati ad un atomo detto centrale.
La formula generica è AxOz−y, dove A è l'atomo centrale e la carica z dipende dallo stato di ossidazione di A. L'ossigeno ha quasi sempre numero di ossidazione pari a −2, ma esistono eccezioni come ad esempio il persolfato. Gli atomi centrali rispettano la regola dell'ottetto.
Un elemento può formare più ossoanioni in base agli stati di ossidazione che può assumere. Per esempio lo zolfo si può ossidare a +4 e +6, formerà quindi SO2−3 (solfito) e SO2−4 (solfato). La nomenclatura è data da una radice che identifica l'atomo centrale (in questo caso solf-) e da un suffisso che indica se questi si trova nello stato di ossidazione più basso (-ito) o più alto (-ato). Cloro, bromo e iodio possono formare ossoanioni con quattro stati di ossidazione (+1, +3, +5, +7) in questo caso la nomenclatura è integrata da dei prefissi: ipo- per lo stato più basso e per- per quello più alto. Nel caso del cloro si ha: ipoclorito, clorito, clorato e perclorato.

## Ossoanioni polinucleari
Alcuni ioni posseggono ponti di ossigeno che uniscono più strutture monomere per formare anioni detti polinucleari. I più importanti sono: silicati, borati e polifosfati.
La struttura di base dei silicati è il tetraedro SiO4 che può formare lo ione ciclico Si3O6−9 o quello polimerico (SiO2−3)n. Nel caso in cui tutti gli atomi di ossigeno siano condivisi con altre unità SiO4 si ha la silice. La sostituzione di un atomo di silicio con un catione di alluminio porta alla formazione degli alluminosilicati.
I borati sono formati principalmente da unità base BO3 planari che formano anioni ad anello o a catena. La specie più nota è B4O2−7 del borace. Lo ione discreto BO3−3 si riscontra solo negli ortoborati delle terre rare.
La disidratazione degli ortofosfati può portare alla formazione di composti lineari, detti polifosfati, o ramificati, detti metafosfati. La specie più importante è il tetrametafosfato.